# Maria Ana de Saxe-Altemburgo
Maria Ana de Saxe-Altemburgo (em alemão: Marie Anna von Sachsen-Altenburg; Altemburgo, 14 de março de 1864 - Buckeburgo, 3 de maio de 1918) foi a consorte de Jorge, Príncipe de Eschaumburgo-Lipa. Filha mais velha do príncipe Maurício de Saxe-Altemburgo e da sua esposa, a princesa Augusta de Saxe-Meiningen, e irmã de Ernesto II de Saxe-Altemburgo, Maria Ana pertencia à Casa Ducal de Saxe-Altemburgo.

## Casamento e descendência
No dia 16 de abril de 1882, Maria Ana casou-se em Altemburgo com Jorge, Príncipe de Eschaumburgo-Lipa, filho mais velho de Adolfo I, Príncipe de Eschaumburgo-Lipa, e que sucedeu o pai como príncipe de Eschaumburgo-Lipa em 1893.
O casal teve nove filhos:
1. Adolfo II, Príncipe de Eschaumburgo-Lipa (23 de fevereiro de 1883 - 26 de março de 1936), último príncipe de Eschaumburgo-Lipa, casado com Ellen Bischoff-Korthaus; sem descendência.
2. Maurício Jorge de Eschaumburgo-Lipa (11 de março de 1884 - 10 de março de 1920), morreu aos trinta-e-cinco anos solteiro e sem descendência.
3. Pedro de Eschaumburgo-Lipa (nascido e morto em 1896)
4. Wolrad, Príncipe de Eschaumburgo-Lipa (19 de abril de 1887 - 15 de junho de 1962), casado com a princesa Batilde de Eschaumburgo-Lipa; com descendência.
5. Estêvão de Eschaumburgo-Lipa (21 de junho de 1891 - 10 de fevereiro de 1965), casado com a princesa Ingeborg de Oldemburgo; com descendência.
6. Henrique de Eschaumburgo-Lipa (25 de setembro de 1894 - 11 de novembro de 1952), casado com a condessa Marie-Erika von Hardenburg; com descendência.
7. Margarida de Eschaumburgo-Lipa (21 de janeiro de 1896 - 22 de janeiro de 1897), morreu com um ano de idade.
8. Frederico Cristiano de Eschaumburgo-Lipa (5 de junho de 1906 - 20 de setembro de 1983), casado com a condessa Alexandra Hedwig Johanna Bertha Marie zu Castell-Rüdenhausen; com descendência.
9. Isabel de Eschaumburgo-Lipa (31 de maio de 1909 - 25 de fevereiro de 1933), casada com o barão João Herring von Frankensdorff; com descendência.

## Comemoração das bodas de prata
Quando Maria Ana e Jorge celebraram as suas bodas de prata em 1907, o cáiser Guilherme II ofereceu-lhes a antiga residência oficial da família, o Castelo de Eschaumburgo. O castelo era controlado pelos Hohenzollern desde que o avô de Jorge tinha ficado do lado austríaco durante a Guerra Austro-Prussiana de 1866. O presente foi também o reconhecimento do apoio de Jorge na disputa de sucessão ao trono de Lipa-Detmold.
O príncipe Jorge morreu a 29 de abril de 1911. A princesa Maria Ana morreu sete anos depois, a 3 de maio de 1918, com cinquenta-e-quatro anos de idade.

## Genealogia
| Maria Ana de Saxe-Altemburgo | Pai: Maurício de Saxe-Altemburgo | Avô paterno: Jorge, Duque de Saxe-Altemburgo      | Bisavô paterno: Frederico, Duque de Saxe-Altemburgo      |
| Maria Ana de Saxe-Altemburgo | Pai: Maurício de Saxe-Altemburgo | Avô paterno: Jorge, Duque de Saxe-Altemburgo      | Bisavó paterna: Carlota Jorgina de Mecklemburgo-Strelitz |
| Maria Ana de Saxe-Altemburgo | Pai: Maurício de Saxe-Altemburgo | Avó paterna: Maria Luísa de Mecklemburgo-Schwerin | Bisavô paterno: Frederico Luís de Mecklemburgo-Schwerin  |
| Maria Ana de Saxe-Altemburgo | Pai: Maurício de Saxe-Altemburgo | Avó paterna: Maria Luísa de Mecklemburgo-Schwerin | Bisavó paterna: Helena Pavlovna da Rússia                |
| Maria Ana de Saxe-Altemburgo | Mãe: Augusta de Saxe-Meiningen   | Avô materno: Bernardo II, Duque de Saxe-Meiningen | Bisavô materno: Jorge I, Duque de Saxe-Meiningen         |
| Maria Ana de Saxe-Altemburgo | Mãe: Augusta de Saxe-Meiningen   | Avô materno: Bernardo II, Duque de Saxe-Meiningen | Bisavó materna: Luísa Leonor de Hohenlohe-Langenburg     |
| Maria Ana de Saxe-Altemburgo | Mãe: Augusta de Saxe-Meiningen   | Avó materna: Maria Frederica de Hesse-Cassel      | Bisavô materno: Guilherme II de Hesse-Cassel             |
| Maria Ana de Saxe-Altemburgo | Mãe: Augusta de Saxe-Meiningen   | Avó materna: Maria Frederica de Hesse-Cassel      | Bisavó materna: Augusta da Prússia                       |